# レイジードッグ

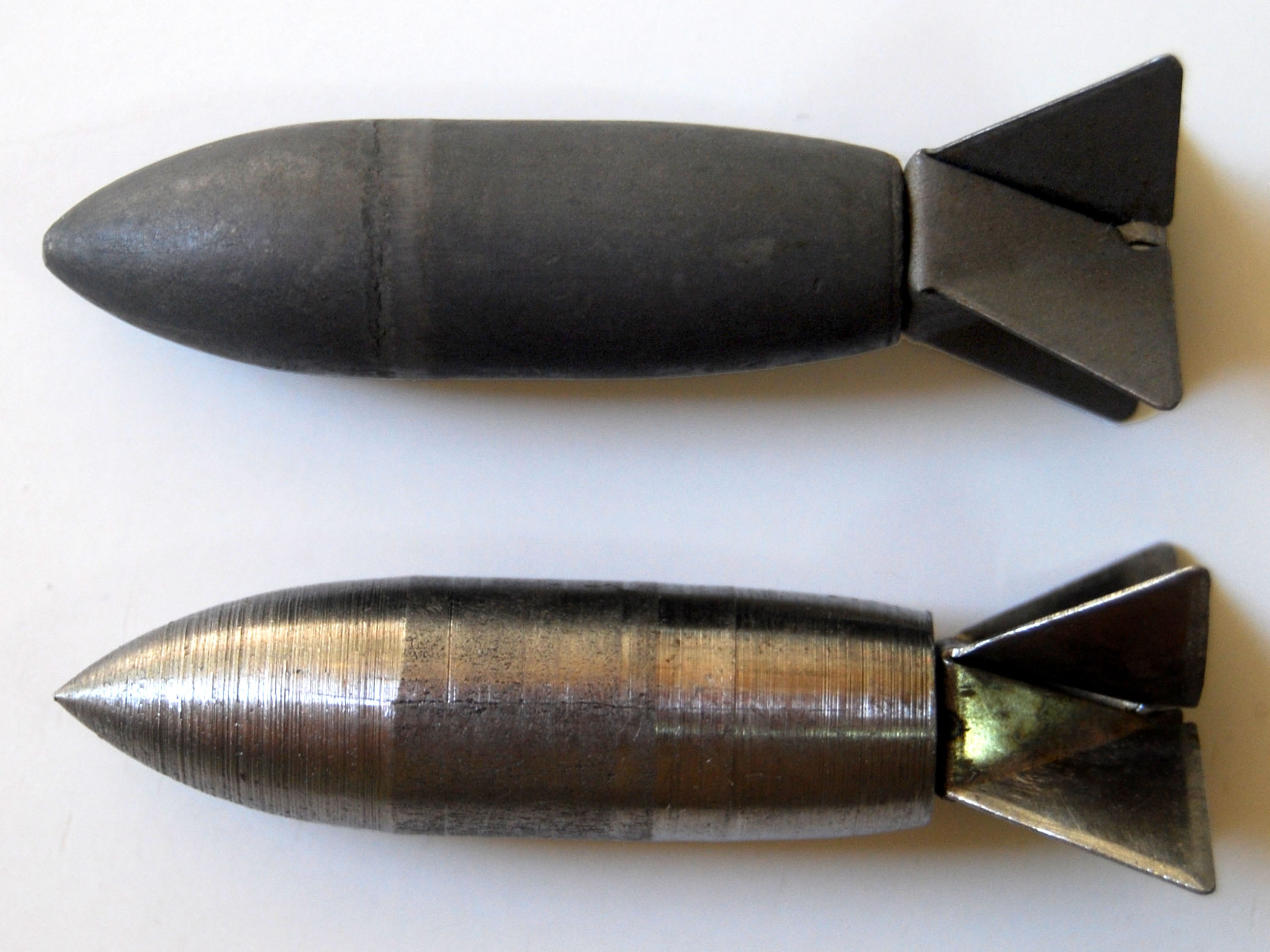
2種類のレイジードッグ弾。上は鋼製、鍛造の初期型。下は鋼製、旋盤加工の後期型。

レイジードッグとは小型、無誘導の運動エネルギー弾である。通常は全長44ミリメートル、直径13ミリメートル、重量は20グラム。この兵器はレッド・ドット・ボムやイェロードッグ・ボムとも呼ばれた。
この兵器は航空機から投下するよう設計されている。これらに炸薬は充填されていないが、落とされた際に多大な運動エネルギーを生み出し、致死性を与え、ジャングルの上部や数インチの砂層、また軽易な装甲など、ソフトな遮蔽を容易に貫通できる。レイジードッグ弾は単純安価であり、一航過で大量に投下可能である。他の多くの兵器と同様、この兵器の効果はしばしば無差別で恐ろしいものだった。
主にレイジードッグ弾は朝鮮戦争とベトナム戦争で用いられた。

## 配備

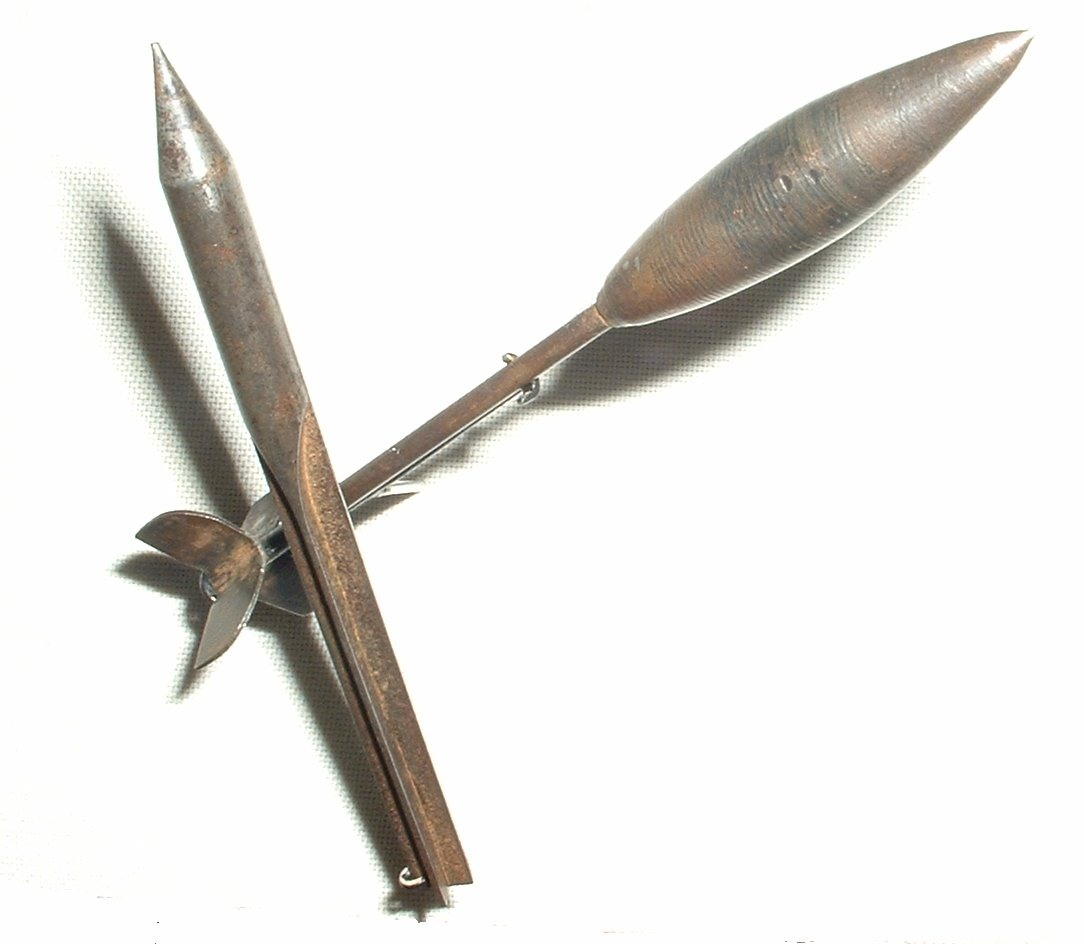
第一次世界大戦の航空投下用フレシェット弾。おそらくフランス軍のもの。

レイジードッグ弾の先駆には第一次世界大戦時の航空投下用フレシェット弾（投箭）がある。レイジードッグのありふれた形状は、ほぼ同一の設計と外観を持った投射体から受け継いだもので、原型は1941年頃、第二次世界大戦初期に開発されている。朝鮮戦争やベトナム戦争の時代にはレイジードッグのさらなる開発や試験が進み、1950年代から1960年代に投入された。
この兵器はもともと空軍のアーマメント・ラボラトリーの計画によるもので、コードネームはレイジードッグだった。兵器開発にはデルコ・プロダクツ・コーポレーション、F&Fモールド・アンド・ダイ・ワークス、ヘインズ・デザインド・プロダクツ、そしてデイトンにあるマスターバイブレーターカンパニーが参加していた。本計画の目的は自由落下する投射体、そしてこれらを散布するユニットの設計と試験だった。これらは爆撃機と戦闘機から使用するものだった。レイジードッグ対人ミサイルは、標準的な空中炸裂爆弾の3倍の圧力で敵の兵員へと小型投射体を散布するよう設計されていた。高性能な航空機に搭載し、投下するにあたり、最も効率の良い形状がデザイン研究で示されており、アーマメント・ラボラトリーはフライトテスト・ラボラトリーと協力していくつかの爆弾形状の風洞実験を行った。
1951年の後半から1952年の初期にかけ、フロリダ州のエグリン空軍基地に置かれた航空試験場で、数種類の形状と寸法で作られた試作レイジードッグ弾が試験を受けた。テストベッドとして使われたF-84が地上23メートルを時速740.8キロメートルで飛び、ジープとB-24爆撃機が標的となった。結果、1平方ヤードあたり8発が命中した。試験では形状2と形状5が最も効率の良いものだった。形状5は通常のレイジードッグを改良した物で、.50口径弾のエネルギーを持ち、袋詰めの砂61センチメートルを貫通できた。形状2は30センチメートルの砂を貫通した。至近距離で撃ちだした.45口径のスラグ弾の2倍ほどだった。

## 投入

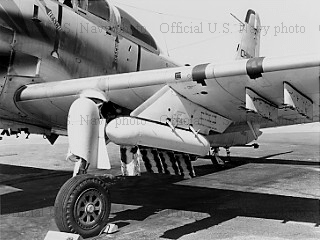
AD-5Nスカイレイダー、BuNo 132521。レイジードッグのディスペンサーを搭載。1961年4月13日、チャイナレイク。アメリカ海軍の公式写真。

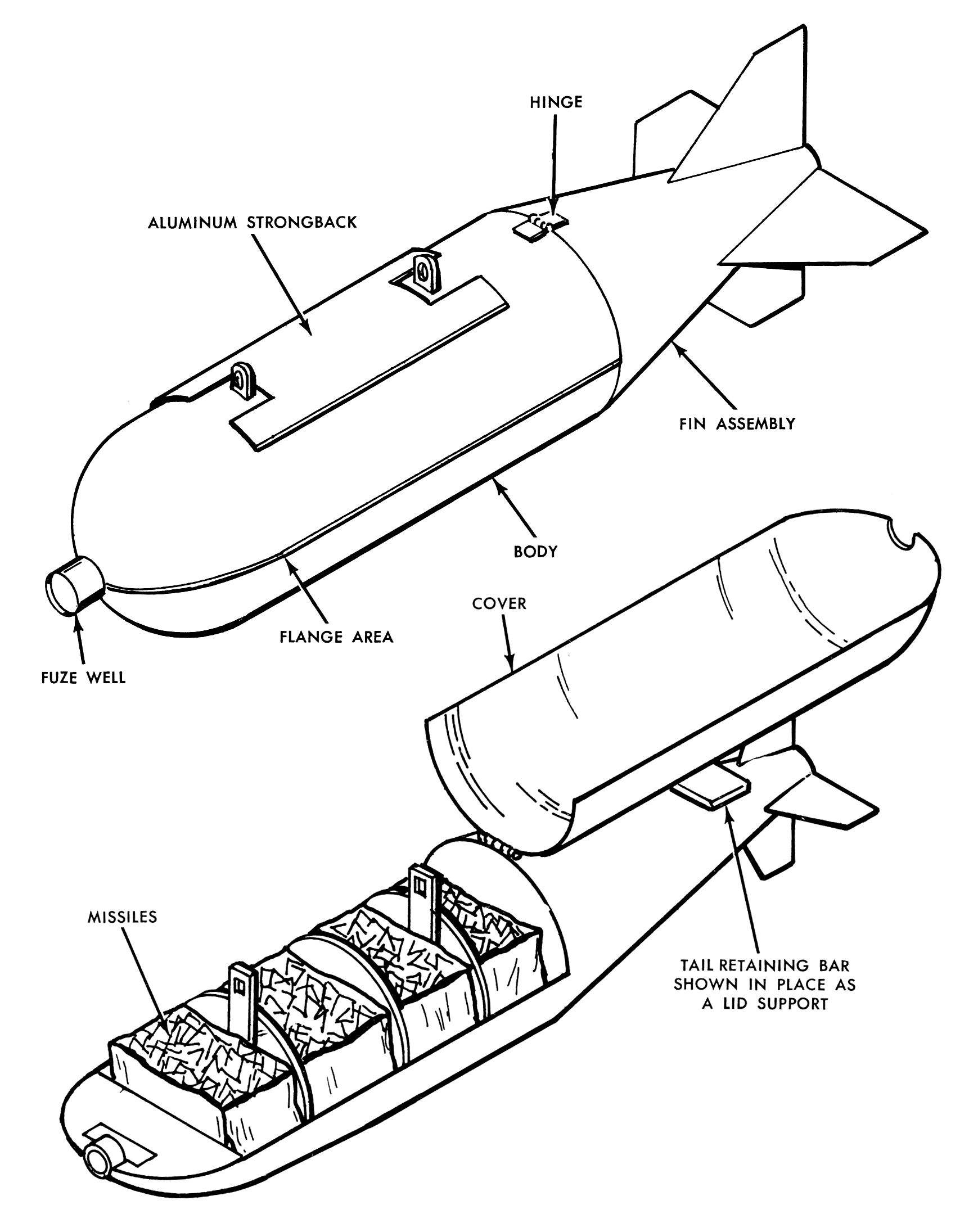
Mk 44「レイジードッグ」クラスター・アダプター。

形状2投射体は、1952年中頃、実戦投入のため極東空軍（FEAF）に輸送された。FEAFでは直ちに16,000基のレイジードッグ兵装システムを発注した。アーマメント・ラボラトリーに配属されたヘイル中佐は、日本で90日を費やしてレイジードッグの現地生産を立ち上げ、またこの兵器を使うことになる搭乗員の訓練を実施した。レイジードッグ計画は1952年になっても続けられたが、それは強固な散布コンテナ特有の最適条件を決定することと、MGM-1マタドールミサイルの炸裂弾頭をレイジードッグを充填した弾頭で代用するという可能性を探るためだった。レイジードッグ計画は1950年代後半になっても継続されていた。
レイジードッグ弾は、ほぼどんな種類の航空機からでも投下できる。これはバケツから撒いたり、手で落としたり、紙製の小型輸送バッグで投げ、あるいはマーク44クラスター・アダプターに充填する。単純なヒンジ付きの弾体内部に貯蔵箱が作り付けとなっており、投射体を保管できる。開放には機械式の遅延信管を用いる。このアダプター自体は全長が約177.5センチメートル、直径が約36センチメートルである。これは空のまま飛行機に搭載し、それから手で弾丸を充填する。どの程度の数の弾を詰めるかにもよるが、積載重量は約254キログラムから約283キログラムの間で変化し、理論上、弾丸の最大充填数は17,500発である。
どうやって空中投下されたかを問わず、落ちるにつれて各レイジードッグ弾は多量の運動エネルギーを発生させ、地面に当たるとほぼあらゆる素材に侵徹する。いくつかの書類では、これらの撃速はしばしば時速321.8キロメートルを越すと述べている。
レイジードッグ弾の派生型が無反動砲用として開発された。しかし、無反動砲の代わりとして別種のフレシェット弾が問題解決に使われたため、開発は中断となった。